# Plutonium (eksperimentalfilm)
|  | Denne artikel er oprettet af botten Steenthbot ud fra en ekstern database. Den kan derfor have sproglige fejl eller mangler. Denne skabelon kan fjernes efter kontrol af indholdet. |

Plutonium er en dansk eksperimentalfilm fra 1975 instrueret af Hans Kragh-Jacobsen.

## Handling
Filmen er bygget over den kendte sang og indeholder et væld af billeder i hastig rytme. Ind imellem gives en række oplysninger om det giftige plutonium. Sangen hvis refræn lyder: VI AKKUMULERER, VI AKKUMULERER PLUTONIUM, giver både filmen ensidighed og humor, og selv om den næppe kan overbevise nogen, kan den nok fungere som aperitif til en hed energidebat.